# Джил Кели
Джил Кели (на английски: Jill Kelly) е американска порнографска актриса.

## Биография
Родена е на 1 февруари 1971 г. в Помона, щата Калифорния.
В личния си живот Джил Кели е с бисексуална ориентация. Женила се е два пъти, а първият ѝ съпруг, също порноактьор, се самоубива след развода с Кели.
Създава своя собствена компания за снимане на филми за възрастни, която се казва „Джил Кели Продакшънс“ („Jill Kelly Productions“). По-късно тази компания фалира и акциите ѝ са изкупени от еротичния гигант „Хъслър“.

## Награди
- 1998: XRCO награда за изпълнителка на годината.[2]
- 1999: Hot d'Or награда за най-добра американска актриса.[3]
- 1999: NightMoves награда за най-добра актриса/жена изпълнител (избор на авторите).[4]
- 2003: AVN зала на славата.[5]
- 2007: NightMoves зала на славата.[6][4]